# ريان ديفيس
ريان ديفيس (بالإنجليزية: Ryan Davis) هو لاعب كرة قدم أمريكية أمريكي، ولد في 24 فبراير 1989 في تامبا في الولايات المتحدة.

## وصلات خارجية
- ريان ديفيس على موقع مرجع كرة القدم المحترفة.كوم (الإنجليزية)